# ルイージ・カドルナ級軽巡洋艦
| ルイージ・カドルナ級軽巡洋艦 | ルイージ・カドルナ級軽巡洋艦 |
| ---------------------------- | --- |
| 写真はアルマンド・ディアス   | |
| 艦級概観                     | |
| 艦種                         | 軽巡洋艦 |
| 艦名                         | 人名 |
| 前級                         | アルベルト・ディ・ジュッサーノ級 |
| 次級                         | ライモンド・モンテクッコリ級 |
| 性能諸元                     | |
| 排水量                       | 基準：5,316トン（ディアスは5,406トン） 満載：7,113トン（ディアスは7.194トン） |
| 全長                         | 169.3m 160.0m（水線長） |
| 全幅                         | 15.5m |
| 吃水                         | 5.2m |
| 機関                         | ヤーロー式重油専焼水管缶6基 +パーソンズ式ギヤード・タービン2基2軸推進 |
| 最大 出力                    | 95,000hp （公試時：120,000hp） |
| 最大 速力                    | 36.5ノット （公試時：39.6ノット） |
| 航続 距離                    | 18ノット/2,930海里 （ディアス：16ノット/3,088海里） |
| 燃料                         | 重油：1,090トン（常備）、1,230トン（満載） |
| 乗員                         | 507名 |
| 兵装                         | Models 1929 15.2cm（53口径）連装砲4基 Models 1924 10cm（47口径）連装高角砲3基 Models 1917 4cm（39口径）機関砲4基 Model 1931 13.2mm（75.7口径）連装機銃4基 53.3cm連装魚雷発射管2基 |
| 装甲                         | 舷側：25mm（水線部） 甲板：20～24mm 砲塔：39mm（前盾） 主砲バーベット：20mm 司令塔：70mm                                                                                          |
| 航空 兵装                    | 水上偵察機2機搭載、カタパルト1基 |

ルイージ・カドルナ級軽巡洋艦 (Incrociatore leggero classe Luigi Cadorna) は、イタリア海軍の軽巡洋艦の艦級。コンドッティエリ型の第2弾である。

## 概要
第一次大戦後にオーストリア＝ハンガリー帝国海軍が解体されると、イタリア海軍は地中海を挟んで対峙するフランス海軍を仮想敵に定めた。同海軍は高速かつ強力な兵装を持つ大型駆逐艦を揃えており、イタリア海軍の小型な駆逐艦では対抗が難しかった。そのため、イタリア海軍では大型駆逐艦に対抗可能な火力と速力を持つ高速軽防御の軽巡洋艦を建造する事とした。これがコンドッティエリ型軽巡洋艦である。本級はそのグループの第二陣として設計・建造された。

## 艦形

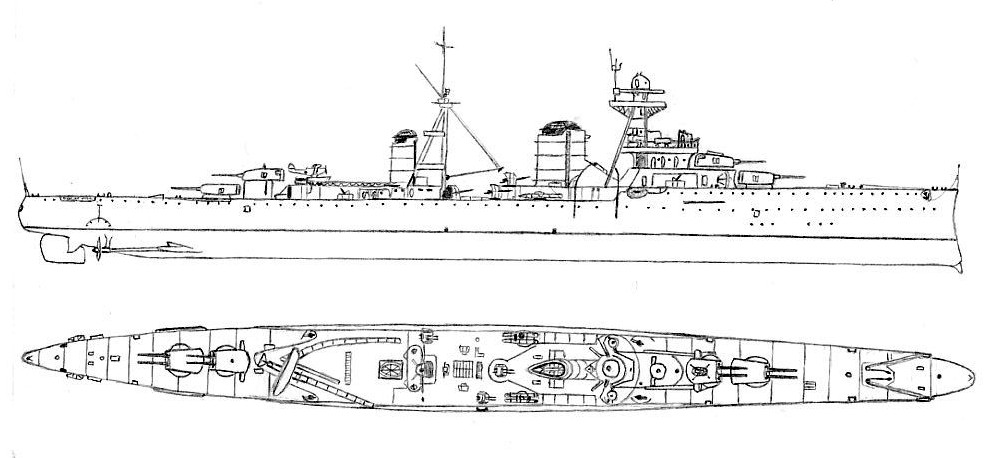
本級の艦形を示した図。

本級は高速を発揮しやすくするために同時期のイギリス海軍の巡洋艦と同じく縦横の比率の強い細長い船体形状を採用し、復元性を良くするためにタンブル・ホーム型の船体を採っていた。水線下にバルバス・バウを持つ突出した艦首から艦首甲板上に1・2番主砲塔を背負い式で2基設置。塔型艦橋の背後にオフセットした頂上部に測距儀を載せた前部三脚檣が立つ。艦橋の背後には2本の煙突が立つが機関のシフト配置のために前後が離されており、1番煙突の左右に53.3cm連装魚雷発射管が片舷1基ずつの計2基、高角砲が1番煙突寄りに防盾付きの連装砲架で1基、その後方に連装高角砲が片舷1基ずつの計3基が三角形状に配置された。2番煙突の前部に後部三脚檣が立ち、2番煙突の周囲が艦載艇置き場となっており、後部三脚檣の基部に付いたクレーン1基により運用された。後部甲板上に後ろ向きに3･4番主砲塔が背負い式に2基配置した。
小型の船体に重武装を施したために建造後に4cm機関砲を新型の20mm連装機銃4基に換装、1943～1944年に航空兵装と13.2mm機銃と魚雷発射管を撤去して20mm単装機銃4基を追加装備した。

## 主砲
本級の主砲は前級のModels 1926を改良したModels 1929 15.2cm（53口径）砲を採用した。重量47.5kgの砲弾を使用し仰角45度での射程は22,600mである。この砲を連装式の砲塔に収めたが、列強の同種艦と異なり、イタリア海軍の条約型巡洋艦は長らく左右の砲身を同一の砲架に据えつける形式を採用した。これは、砲身の間を狭める事により砲塔の小型化と機構の簡略化を狙った物であるが、代償として斉射時に左右の砲弾の衝撃波が相互に干渉しあって散布界が広がる弱点があった。これは、独立砲架になるルイジ・ディ・サヴォイア・デュカ・デグリ・アブルッチ級までイタリア巡洋艦のウィークポイントとなった。砲塔の旋回は首尾線方向を0度として左右150度で、俯仰角度は仰角45度・俯角5度で発射速度は毎分4発である。

### 高角砲・機銃・水雷兵装
高角砲は1927年10cm(47口径)高角砲を採用した（トレント級重巡洋艦#高角砲・機銃・水雷兵装を参照）。
近接対空火器としてModels 1917 4cm（39口径）機関砲を採用した。これは第一次世界大戦前にイギリスのヴィッカーズ社よりライセンス生産されたものでイギリス海軍では「ポンポン砲」として第二次世界大戦時も使用している砲である。この機関砲を単装砲架で片舷1基ずつ計2基を装備した。他にModel 1931 13.2mm（75.7口径）機銃を採用した。その性能は0.051kgの機銃弾を仰角45度で6,000m、仰角85度で2,000mの高さまで届かせることが出来た。俯仰能力は仰角85度・俯角11度である。旋回角度は360度の旋回角度を持っていたが、上部構造物に射界を制限された。砲架の俯仰・砲塔の旋回・砲弾の揚弾・装填は主に電力で行われ、補助に人力を必要とした。発射速度は毎分500発である。この機銃を連装砲架で4基を搭載した。
水雷兵装として53.3cm連装魚雷発射管を2基搭載した。

## 同型艦
- ルイージ・カドルナ（Luigi Carorna）
- アルマンド・ディアス（Armando Diaz）

## 参考図書
- 「世界の艦船増刊　イタリア巡洋艦史」（海人社）
- 「世界の艦船増刊第20集　第２次大戦のイタリア軍艦」（海人社）
- 「世界の艦船 2010年1月増刊号 近代巡洋艦史」（海人社）